# The Revival (wrestling)
The Revival – tag-team w profesjonalnym wrestlingu występujący w federacji AEW pod nazwą FTR. Jego członkami są Cash Wheeler i Dax Harwood. Są dwukrotnymi posiadaczami pasów NXT Tag Team Championship.

## Historia

### NXT (2014–2017)
W 2014 roku powracający do ringu po przerwie spowodowanej kontuzją Dawson połączył siły z debiutującym Dashem Wilderem. Często występowali razem na live eventach (niepublikowanych w telewizji eventów WWE), przybrali nazwę The Mechanics. Oficjalnie w NXT zadebiutowali 31 lipca 2014, przegrali wtedy w starciu z Bullem Dempseyem i Mojem Rawleyem. W 2014 na NXT pojawili się jeszcze raz, 23 października i przegrali wtedy z Enzem Amorem i Colinem Cassadym; walczyli głównie na live eventach.
29 lipca 2015 zwyciężyli w walce po raz pierwszy - pokonali Enza Amore'a i Colina Cassadiego. Brali udział w turnieju Dusty Rhodes Tag Team Classic, zostali pokonani w półfinale na NXT TakeOver: Respect przez zwycięzców turnieju - Finna Bálora i Samoa Joego. 21 października nazwa tag-teamu została zmieniona z The Mechanics na Dash i Dawson. 28 października zaatakowali Cassadiego i Amore'a przed walką z nimi, skupiając uwagę na kolanie Cassadiego. Po pozbyciu się przeszkody na drodze do mistrzostwa w postaci Cassady'ego i Amore'a, Dash i Dawson otrzymali szansę walki przeciwko ówczesnym posiadaczom NXT Tag Team Championship – The Vaudevillains. 11 listopada 2015, ponownie koncentrując się na kolanach przeciwników, pokonali The Vaudevillains i zdobyli mistrzostwo
W lutym 2016 ponownie zmieniono nazwę tag-teamu, tym razem na The Revival. Na NXT TakeOver: London obronili swoje pasy w starciu z Cassadym i Amorem. Przez następne tygodnie kontynuowali rywalizację z Cassadym i Amorem. 2 marca 2016 ogłoszono, iż dwa tag teamy zmierzą się ze sobą w walce o NXT Tag Team Championship na gali Roadblock. The Revival zdołało obronić tytuły na Roadblock, jednak straciło je w walce z American Alpha (Jasonem Jordanem i Chadem Gable) na gali NXT TakeOver: Dallas. Dawson i Wilder odzyskali mistrzostwo w walce rewanżowej z American Alpha na NXT TakeOver: The End, stając się pierwszą drużyną, która zdobyła tytuły więcej niż jeden raz. 6 lipca na odcinku NXT, The Revival zmierzyło się z American Alpha o tytuły w two-out-of-three falls tag team matchu, z którego zwycięsko wyszli mistrzowie. Na gali NXT TakeOver: Brooklyn II, mistrzowie obronili tytuły w walce z Tommaso Ciampą i Johnnym Gargano. Wspólnie zawalczyli w rewanżu na gali NXT TakeOver: Toronto w two-out-of-three falls tag team matchu, gdzie ulegli Ciampie i Gargano (znanym już jako #DIY) i stracili tytuły. Na marcowej gali NXT TakeOver: Orlando wzięli udział w triple threat elimination tag team matchu, gdzie The Authors of Pain (Akam i Rezar) zdołali obronić tytuły eliminując #DIY oraz The Revival.

### Raw (od 2017)
Na pierwszej tygodniówce Raw po WrestleManii 33, The Revival pojawiło się na arenie odpowiadając na otwarte wyzwanie do walki ze strony The New Day. Chwilę później pokonali ich w debiutanckim pojedynku, gdzie po pojedynku zaatakowali Kofi'ego Kingston'a, który nie uczestniczył w pojedynku. W następnym tygodniu ponownie ich pokonali. 14 kwietnia Wilder doznał kontuzji szczęki podczas live eventu NXT i musiał pauzować 8 tygodni. Wilder powrócił po 8 tygodniach chodząc za kulisami podczas ataku na Enzo Amore, gdzie byli głównymi sprawcami, lecz 19 czerwca okazało się, że to był jego tag-team partner Big Cass. 10 lipca zaatakowali The Hardy Boyz po ich pojedynku z Gallows i Anderson i doprowadzając do feud'u. Jednak krótko po tym, Dawson odniósł kontuzję bicepsa i musiał pauzować 5 miesięcy, kończąc tym feud. Duo powróciło 18 grudnia 2017, pokonując Heath Slatera i Rhyno. Podczas celebracji 25-lecia Raw zostali pokonani przez Gallowsa i Andersona przegrywając pierwszy raz w głównym rosterze. Po pojedynku zostali zaatakowani przez DX, Finna Bálora i Gallowsa i Andersona. Na Royal Rumble pokonali ich. 3 września 2018 podczas tygodniówki Raw Revival i inni zawodnicy pomagali pozbyć się The Shield, którzy zaatakowali Brauna Strowmana, Dolpha Zigglera i Drew McIntyre. Podczas wywiadu zostali zaatakowani przez Zigglera i McIntyre przechodząc face turn i tym samym nie mogli walczyć o tytuły WWE Raw Tag Team Championship, 24 września przegrali pojedynek o pasy na rzecz Zigglera i McIntyre. 10 października przegrali z B-Team, a po meczu obie drużyny zostały zaatakowane przez AOP. 11 lutego na tygodniówce RAW pokonali Bobby'ego Roode'a i Chada Gable, zdobywając WWE Raw Tag Team Championship po raz pierwszy w ich karierze.

## Styl walki
- Drużynowe finishery
  - Figure-four leglock (Dawson) oraz diving stomp na kolano przeciwnika (Wilder)
  - Shatter Machine (Flapjack Dawsona w kombinacji z Double knee facebreaker Wildera)
- Inne drużynowe ruchy
  - Kombinacja Backbreaker hold (Dawson) / Diving elbow drop (Wilder)
  - Kombinacja Bear Hug (Wilder) / diving leg drop (Dawson)
  - Kombinacja Belly to back suplex Dawsona na Wilderze, który wykonuje diving leg drop na rywalu
  - Clubberin (wspólny atak na przeciwniku przy narożniku)
  - Drop toe-hold (Wilder) przeistaczany w running elbow drop (Dawson)
  - Kombinacja Powerbomb lift (Wilder) / Diving clothesline (Dawson)
- Przydomki
  - "The Top Guys"[24][25]
  - GTTOAT
- Motywy muzyczne
  - "Southern Proud" ~ CFO$ (od maja 2015)[26]

## Mistrzostwa i osiągnięcia
- Pro Wrestling Illustrated
  - PWI umieściło Wildera na 132. miejscu w top 500 wrestlerów rankingu PWI 500 w 2016[27]
  - PWI umieściło Dawsona na 135. miejscu w top 500 wrestlerów rankingu PWI 500 w 2016[27]
- WWE NXT
  - NXT Tag Team Championship (2 razy)
  - NXT Year-End Award (2 razy)
    - Tag team roku (2016)[28]
    - Walka roku (2016) - vs. #DIY (Johnny Gargano i Tommaso Ciampa) w 2-out-of-3 falls matchu o NXT Tag Team Championship na gali NXT TakeOver: Toronto[28]

  - WWE RAW
  - WWE Raw Tag Team Championship (1 raz, obecnie)